# 13: Fear Is Real
13: Fear Is Real fue un reality show estadounidense producido y transmitido por The CW.
Trece personas compiten para mantenerse con vida mientras se enfrentan a sus peores miedos en un concursos de eliminación. Los concursantes se enfrentan entre sí en situaciones consecutivas a partir de películas de terror. El 13 se enfrentaba a sorpresas impactantes, los sustos psicológicos y un montón de frase de "ten cuidado con los...". Además de asustarlos, también atraía a las personas a trabajar con él. El participante que poseía el cuadro de la muerte podía matar de uno a tres jugadores. Cada semana una o dos personas eran matadas a través de desafíos atemorizantes.

## Tabla Resumen
| Concursante         | Edad | Residencia          | Episodios | Episodios | Episodios | Episodios | Episodios | Episodios | Episodios | Episodios |
| ------------------- | ---- | ------------------- | --------- | --------- | --------- | --------- | --------- | --------- | --------- | --------- |
| Ted Kirner          | 26   | Philadelphia, PA    | SAFE      | SAFE      | SAFE      | SAFE      | SAFE      | SAFE      | RISK      | WINNER    |
| Nasser Goins        | 20   | Philadelphia, PA    | SAFE      | RISK      | SAFE      | SAFE      | SAFE      | SAFE      | SAFE      | KILLED    |
| Erica Johnson       | 24   | Waycross, GA        | SAFE      | IMMUNE    | RISK      | RISK      | SAFE      | SAFE      | SAFE      | KILLED    |
| Melyssa Nocar       | 24   | Columbus, OH        | SAFE      | SAFE      | SAFE      | SAFE      | SAFE      | SAFE      | KILLED    |           |
| Adam Wood           | 25   | Seattle, WA         | SAFE      | RISK      | SAFE      | SAFE      | SAFE      | RISK      | KILLED    |           |
| Leah Lucas          | 21   | Philadelphia, PA    | SAFE      | SAFE      | SAFE      | SAFE      | RISK      | KILLED    |           |           |
| Cody Minshew        | 22   | Austin, TX          | IMMUNE    | SAFE      | SAFE      | SAFE      | SAFE      | KILLED    |           |           |
| Rodney Craft        | 26   | Los Ángeles, CA     | SAFE      | SAFE      | SAFE      | SAFE      | KILLED    |           |           |           |
| Kelly Marquardt     | 23   | San Diego, CA       | RISK      | SAFE      | SAFE      | KILLED    |           |           |           |           |
| Ryan Norys          | 24   | Yorba Linda, CA     | SAFE      | SAFE      | KILLED    |           |           |           |           |           |
| Steffinie Phrommany | 29   | North Hollywood, CA | SAFE      | SAFE      | KILLED    |           |           |           |           |           |
| Laura Paul          | 27   | Medford, OR         | SAFE      | KILLED    |           |           |           |           |           |           |
| Lauren Harris       | 24   | Cherry Hill, NJ     | KILLED    |           |           |           |           |           |           |           |

 KILLED  El concursante fue asesinado por la caja de la muerte.
 KILLED  El concursante perdió la ceremonia de ejecución, por lo que murió (fue eliminado).
 RISK  El concursante ganó la ceremonia de ejecución, salvándose de ser ejecutado.
 RISK  El concursante fue forzado a la ceremonia de ejecución debido a acusar falsamente a otro concursante de poseer el cuadro de la muerte, pero ganó la ceremonia de ejecución y por lo tanto sobrevivió.
 IMMUNE  El concursante fue inmune de la ceremonia de la ejecución.
 SAFE  El concursante se convirtió en el asesino.
 KILLED  El concursante fue ejecutado mientras está en posesión de la caja de la muerte.
 KILLED  El concursante se convirtió en el asesino, y posteriormente fue ejecutado.
 WINNER  El concursante ganó 13: Fear is Real.